# اوتلی (نیو ساوت ولز)
اوتلی (به انگلیسی: Oatley) یک حومه شهر در استرالیا است که در نیو ساوت ولز واقع شده‌است.